# 第18SS義勇装甲擲弾兵師団
第18SS義勇装甲擲弾兵師団『ホルスト・ヴェッセル』（だい18SSぎゆうそうこうてきだんへいしだん ホルスト・ヴェッセル、独: 18. SS-Freiwilligen-Panzergrenadier-Division „Horst Wessel“）は、武装親衛隊の38個ある師団のうちのひとつであり、徴募されたドイツ系ハンガリー人を主力としていた。フランス人志願兵なども将兵に含まれていた。師団名は突撃隊員でナチ党の党歌『旗を高く掲げよ』（ホルスト・ヴェッセル・リート）の作詞者でもあるホルスト・ヴェッセルに由来する。

## 戦歴
1941年

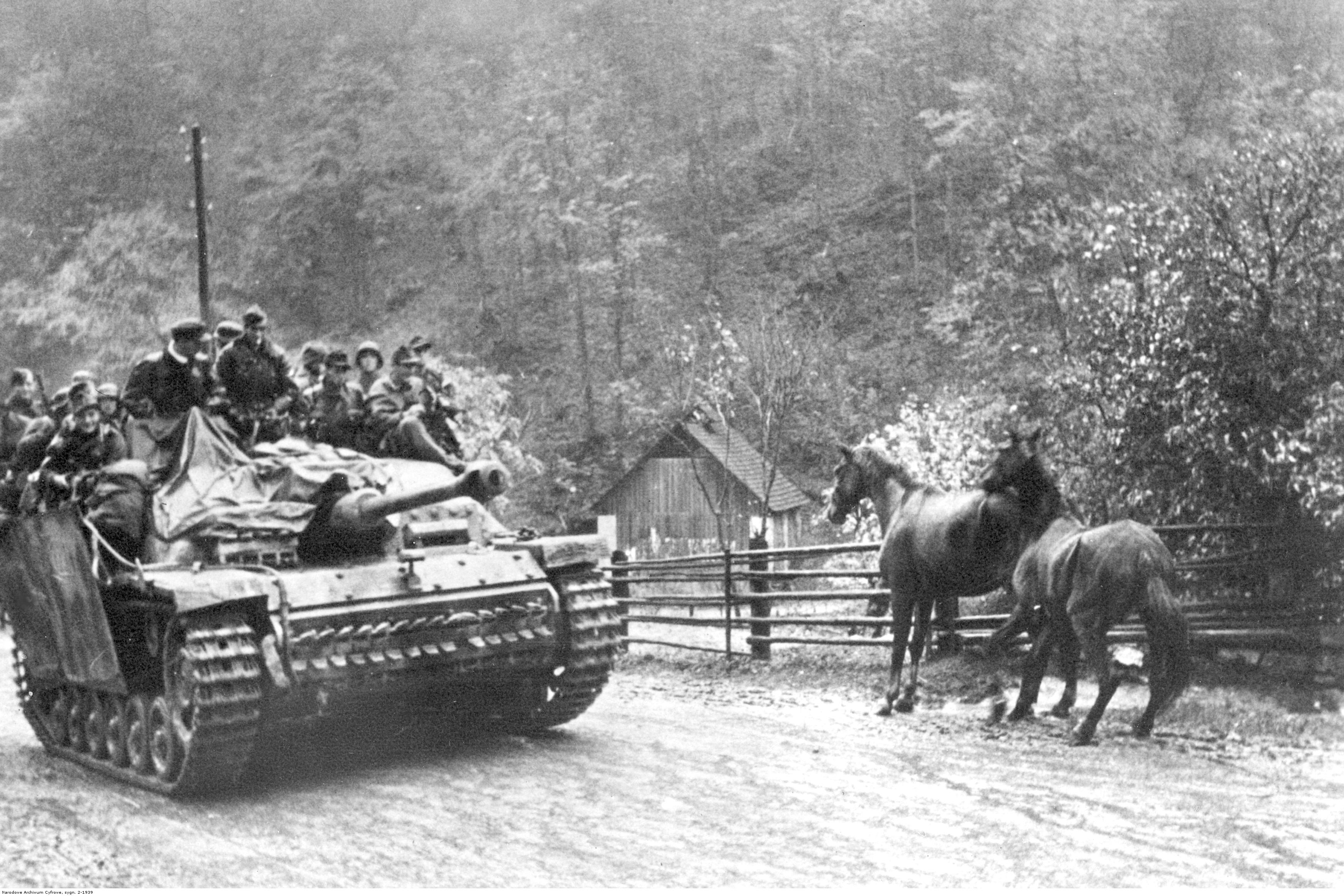
師団のIII号突撃砲（1944年12月、チェコスロバキア）

- 4月：師団の前身となる第1SS歩兵旅団が編成。専らパルチザン掃討戦に従事

1944年
- 1月25日：クロアチアで旅団を装甲擲弾兵師団への改編命令。1万の補充はドイツ系ハンガリー人を強制徴用
- 1月30日：『第18SS義勇装甲擲弾兵師団 ホルスト・ヴェッセル』とアドルフ・ヒトラー本人により命名
- 6月22日：中央軍集団の前線崩壊により師団は約3000名のシェーファー戦闘団をドニエストル川陣地へ急派
- 9月2日：スロバキアの武装蜂起鎮圧のためシェーファー戦闘団に緊急出動命令。ローゼンベルク付近でパルチザンと交戦
- 11月2日：ハンガリーへ急派、ツァギファ河畔陣地へ投入されるも、三度にわたり陣地を放棄、武器を捨てて敗走したため戦線から引き揚げ

1945年
- 1月5日：再編成に入るが、ラティボア方面のオーデル橋頭堡から出撃する赤軍に防衛戦を展開師団は空軍、海軍、国民突撃隊から兵員を補充したため士気は向上。2月13日の赤軍による攻勢を撃退
- 4月初め：第17軍予備となり、チェコのオーバージーベンアイヒェン付近に投入
- 5月7日：ライヒェンベルクまで後退。少人数グループに分かれてエルベを目指すが多くがチェコ・パルチザンに捕らえられ、処刑される

## 師団長
- ウィルヘルム・トラバント（August-Wilhelm Trabandt）親衛隊少将（1944年1月25日 － 1945年1月3日）
- ヨーゼフ・フィッツトゥーム（Josef Fitzthum）親衛隊中将（1945年1月3日 － 1945年1月10日）
- ゲオルク・ボフマン（Georg Bochmann）親衛隊大佐（1945年1月10日 － 1945年3月）
- ハインリヒ・ペーターゼン（Heinrich Petersen）親衛隊大佐（1945年3月 － 1945年5月8日）

## 隷下部隊
- 第39SS装甲擲弾兵連隊（SS-Panzergrenadier-Regiment 39）
- 第40SS装甲擲弾兵連隊（SS-Panzergrenadier-Regiment 40）
- 第18SS砲兵連隊（SS-Artillerie-Regiment 18）
- 第18SS装甲大隊（SS-Panzer-Abteilung 18）
- 第18SS整備大隊（SS-Instandsetzungs-Abteilung 18）
- 第18SS高射砲大隊（SS-Flak-Abteilung 18）
- 第18SS通信大隊（SS-Nachrichten-Abteilung 18）
- 第18SS装甲偵察大隊（SS-Panzer-Aufklärungs-Abteilung 18）
- 第18SS対戦車猟兵大隊（SS-Panzerjäger-Abteilung 18）
- 第18SS工兵大隊（SS-Pionier-Bataillon 18）
- 第18SS補給小隊（SS-Nachschubtruppen 18）
- 第18SS医療大隊（SS-Sanitäts-Abteilung 18）
- 第18SS設営大隊（SS-Wirtschafts-Bataillon 18）
- 第18SS野戦補充大隊（SS-Feldersatz-Bataillon 18）
- 第18SS装甲擲弾兵訓練大隊（SS-Panzergrenadier-Ausbildungs-Bataillon 18）

## 著名な隊員
- アンリ・フネ